# تفسیری بر ویرایش ۶ یونیکس توسط لیونز، به همراه کد منبع

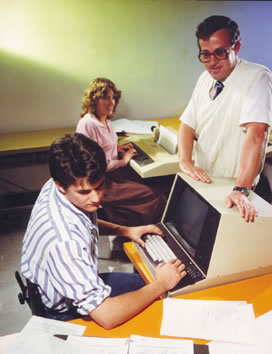
جان لیونز و دانشجویانش در سال ۱۹۸۰

تفسیری بر نسخه ۶ یونیکس توسط لیونز، به همراه کد منبع (به انگلیسی: Lions' Commentary on UNIX 6th Edition, with Source Code) نام کتابی نوشته جان لیونز است. این کتاب دربرگیرنده کد منبع نسخه ۶ یونیکس به همراه توضیحاتی دربارهٔ این کدهاست. این کتاب گاهی اوقات کتاب لیونز هم نامیده می‌شود. با وجود سنی که این کتاب دارد، هنوز هم به عنوان یک تفسیری عالی بر کدهای ساده اما با کیفیت یونیکس شناخته می‌شود.
برای سال‌های متمادی، کتاب لیونز تنها کتاب موجود دربارهٔ هسته یونیکس بود که در خارج از آزمایشگاه‌های بل در دسترس قرار داشت. هر چند که پروانه نسخه ششم یونیکس اجازه می‌داد تا از کد منبع آن برای مقاصد آموزشی استفاده شود، پروانه نسخه ۷ به‌طور خاص چنین اجازه‌ای را محدود می‌کرد و بنابراین کتاب به شکل غیرقانونی توزیع می‌شد. گاهی اوقات، از این کتاب به عنوان کتابی که بیشترین تعداد کپی را در بین کتاب‌های علوم رایانه دارد، یاد می‌کنند. کتاب لیونز در سال ۱۹۹۶ توسط ارتباط همتا به همتا Peer-to-Peer Communications تجدید چاپ شد.